# Partido Socialista de Castilla y León
El Partido Socialista de Castilla y León (PSCyL) o PSOE de Castilla y León es la federación del Partido Socialista Obrero Español (PSOE) que actúa en la región de Castilla y León, España. Desde 2025 el Secretario General es Carlos Martínez Mínguez.

## Líderes del PSCyL-PSOE
|     | Secretario general                           | Periodo              |
| --- | -------------------------------------------- | -------------------- |
| 1.  | Miguel Ángel Trapero                         | 1977-1980            |
| 2.  | Juan Antonio Arévalo                         | 1980-1983            |
| 3.  | Demetrio Madrid                              | 1983-1985            |
| 4   | Juan José Laborda                            | 1985-1990            |
| 5.  | Jesús Quijano                                | 1990-2000            |
| 6   | Ángel Villalba                               | 2000-2008            |
| 7.  | Óscar López                                  | 2008-2012            |
| 8.  | Julio Villarrubia                            | 2012-2014            |
| -   | Comisión Gestora presidida por Jesús Quijano | Mayo-octubre de 2014 |
| 9.  | Luis Tudanca                                 | 2014-2025            |
| 10. | Carlos Martínez Mínguez                      | 2025-actualidad      |

## Resultados electorales
| Resultados electorales                             | Resultados electorales | Resultados electorales | Resultados electorales | Resultados electorales | Resultados electorales | Resultados electorales | Resultados electorales |
| Elecciones                                         | Candidato              | Votos                  | %                      | Diputados              | Posición               | Gobierno               |                        |
| -------------------------------------------------- | ---------------------- | ---------------------- | ---------------------- | ---------------------- | ---------------------- | ---------------------- | ---------------------- |
| Elecciones a las Cortes de Castilla y León de 1983 | Demetrio Madrid        | 608.637                | 44.81 %                | 42/84                  | 1º                     | Gobierno en minoría    |                        |
| Elecciones a las Cortes de Castilla y León de 1987 | Juan José Laborda      | 488.469                | 34.56 %                | 32/84                  | 2º                     | Oposición              |                        |
| Elecciones a las Cortes de Castilla y León de 1991 | Jesús Quijano          | 504.709                | 37.05 %                | 35/84                  | 2º                     | Oposición              |                        |
| Elecciones a las Cortes de Castilla y León de 1995 | Jesús Quijano          | 458.447                | 29.71 %                | 27/84                  | 2º                     | Oposición              |                        |
| Elecciones a las Cortes de Castilla y León de 1999 | Jaime González         | 478.060                | 33.86 %                | 30/83                  | 2º                     | Oposición              |                        |
| Elecciones a las Cortes de Castilla y León de 2003 | Ángel Villalba         | 568.558                | 37.64 %                | 32/82                  | 2º                     | Oposición              |                        |
| Elecciones a las Cortes de Castilla y León de 2007 | Ángel Villalba         | 574.596                | 38.50 %                | 33/83                  | 2º                     | Oposición              |                        |
| Elecciones a las Cortes de Castilla y León de 2011 | Óscar López Águeda     | 425.777                | 29.68 %                | 29/84                  | 2º                     | Oposición              |                        |
| Elecciones a las Cortes de Castilla y León de 2015 | Luis Tudanca           | 353.575                | 25.94 %                | 25/84                  | 2º                     | Oposición              |                        |
| Elecciones a las Cortes de Castilla y León de 2019 | Luis Tudanca           | 479.916                | 34.84 %                | 35/81                  | 1º                     | Oposición              |                        |
| Elecciones a las Cortes de Castilla y León de 2022 | Luis Tudanca           | 362.304                | 30,05 %                | 28/81                  | 2º                     | Oposición              |                        |

## Elecciones generales
| Elecciones     | Votos   | % de votos | Escaños | Posición |
| -------------- | ------- | ---------- | ------- | -------- |
| 1977           | 325 684 | 23,61 %    | 8/35    | 2º       |
| 1979           | 342 798 | 25,62 %    | 10/35   | 2º       |
| 1982           | 645 491 | 42,38 %    | 18/35   | 1º       |
| 1986           | 572 973 | 38,79 %    | 16/34   | 1º       |
| 1989           | 527 551 | 35,55 %    | 14/33   | 2º       |
| 1993           | 597 961 | 36,71 %    | 13/33   | 2º       |
| 1996           | 589 869 | 35,03 %    | 11/33   | 2º       |
| 2000           | 506 595 | 32,17 %    | 11/33   | 2º       |
| 2004           | 705 053 | 41,9 %     | 14/33   | 2º       |
| 2008           | 715 263 | 42,78 %    | 14/32   | 2º       |
| 2011           | 444 451 | 29,19 %    | 11/32   | 2º       |
| 2015           | 339 277 | 22,47 %    | 9/32    | 2º       |
| 2016           | 336 286 | 23,15 %    | 9/31    | 2º       |
| Abril 2019     | 453 339 | 29,79 %    | 12/31   | 1º       |
| Noviembre 2019 | 434 287 | 31,27 %    | 12/31   | 2º       |
| 2023           | 457 175 | 32,30 %    | 12/31   | 2º       |